# Trummy Young

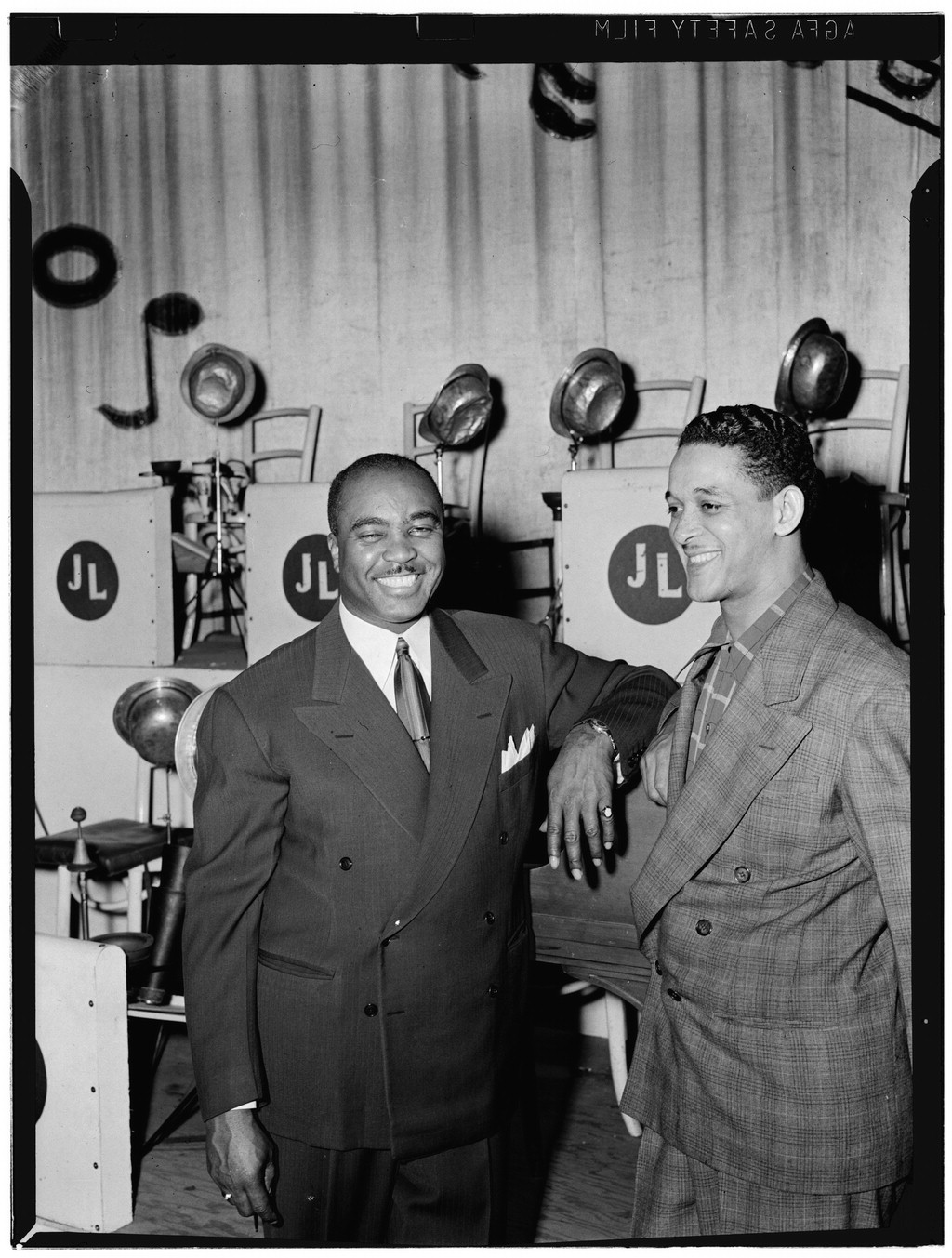
Trummy Young (rechts) und Jimmie Lunceford, Anfang der 1940er Jahre.
Fotografie von William P. Gottlieb.

James Osborne „Trummy“ Young (* 12. Januar 1912 in Savannah, Georgia; † 10. September 1984 in San José, Kalifornien) war ein amerikanischer Jazz-Posaunist, Sänger und Komponist des Swing.

## Leben und Wirken
Trummy Young wuchs in Washington, D.C. auf und wurde 1928 bei Booker Colemans Hot Chocolates Berufsmusiker. Er arbeitete danach in anderen lokalen Bands und 1934–37 in Earl Hines’ Orchester, wurde jedoch erst durch seine Zusammenarbeit mit Jimmy Lunceford 1937–43 bekannt. Danach spielte Young bei Charlie Barnet 1943–44, Boyd Raeburn, Benny Goodman und Tiny Grimes. Durch Grimes kam er in Kontakt mit dem Bebop-Pianisten Clyde Hart, an dessen 1945er Session für Continental mit Charlie Parker und Dizzy Gillespie er teilnahm. Young ging auch mit Jazz At The Philharmonic auf Tournee und leitete eigene Ensembles. Von 1947 bis 1952 hielt er sich in Hawaii auf. Ab Sommer 1952 wurde er Mitglied von Louis Armstrongs All Stars, mit denen er mehrfach Europa besuchte. 1964 verließ er die All Stars, ließ sich endgültig auf Hawaii nieder und spielte nur noch gelegentlich auf Jazzpartys oder für besondere Anlässe.
Als ihn die Smithsonian Institution (Abteilung für darstellende Künste) einlud, nahm er z. B. an. Im September 1976 wurde eine sechsstündige Bandaufnahme über sein Leben und seine Musikerlaufbahn gemacht.
Sein technisch brillantes Spiel, bei dem er häufig die höchsten Lagen seines Instrumentes ausnutzte, ist unter anderem zu hören in Earl Hines’ Copenhagen 1934 und Rhythm Sunday 1937,  in Jimmy Luncefords Annie Laurie 1937, seinem einzigen Hit „Margie“ (bei dem er auch sang) und „Down by the Old Mill Stream“ 1938, „Blue Blazes“, „Easter Parade“, „Belgium Stomp“, „Think Of Me Little Daddy“ und „Lunceford Special“ 1939 sowie in „Bugs Parade“ 1940. Gemeinsam mit Sy Oliver, damals Trompeter und Arrangeur bei Lunceford, schrieb er den Hit „'Tain’t What You Do (It's the Way That You Do It)“, der im Februar 1939 #11 der Billboard-Charts erreichte. Außerdem ist er als Gesangssolist in Aufnahmen mit Louis Armstrong und auf Luncefords „’Tain’t What You Do“, „Cheatin’ On Me“, „The Lonesome Road Easter Parade“, „Ain’t She Sweet“, „Think Of Me Little Daddy“ und „I’m In An Awful Mood“ 1939 zu hören.

Ferner spielte Young Schallplatten mit Buck Clayton und Illinois Jacquet ein.
Nach seiner eigenen Biografie, gedruckt in der 22. Juli 1977 (22. Oktober 1977 – Deutsch) Ausgabe des Erwachet! (Magazin von Jehovas Zeugen), wurde Trummy Young im Jahre 1964 ein Zeuge Jehovas. Er war mit Sally Tokashiki verheiratet, mit der er zwei Töchter hatte, Barbara und Andrea Young, die selbst eine hervorragende Jazzsängerin ist.
Trummy Young starb am 10. September 1984 nach einer Hirnblutung.